# علی ندوم
علی ندوم (انگلیسی: Aly Ndom؛ زادهٔ ۳۰ مهٔ ۱۹۹۶) بازیکن فوتبال اهل فرانسه است.
از باشگاه‌هایی که در آن بازی کرده‌است می‌توان به باشگاه فوتبال استاد رنس اشاره کرد.